# 圣母无原罪主教座堂 (斯莱戈)
圣母无原罪主教座堂（Cathedral of the Immaculate Conception）是天主教埃尔芬教区的主教座堂，位于爱尔兰共和国斯莱戈的庙街（Temple Street）。该堂是由埃尔芬主教劳伦斯·吉鲁利（1858年任命）建立。他认为教区现在的规模和财富，已经到了取代临时主教座堂圣若翰堂区小堂的时候了。他聘请了英国19世纪最重要的天主教建筑师之一乔治·戈迪设计。1874年7月26日，主教座堂由都柏林的保罗·卡伦枢机开放。该堂为诺曼-罗马-拜占庭风格，是19世纪建造的罗马式建筑风格主教座堂的唯一实例。教堂设计成长方形，有一座方形金字塔塔楼，高达70米，西端有支撑塔。该堂可容纳1400人。圆形洗礼堂并入半圆形后殿，在正祭台后面有五扇柳叶刀窗户，最初设计为墓葬小堂。

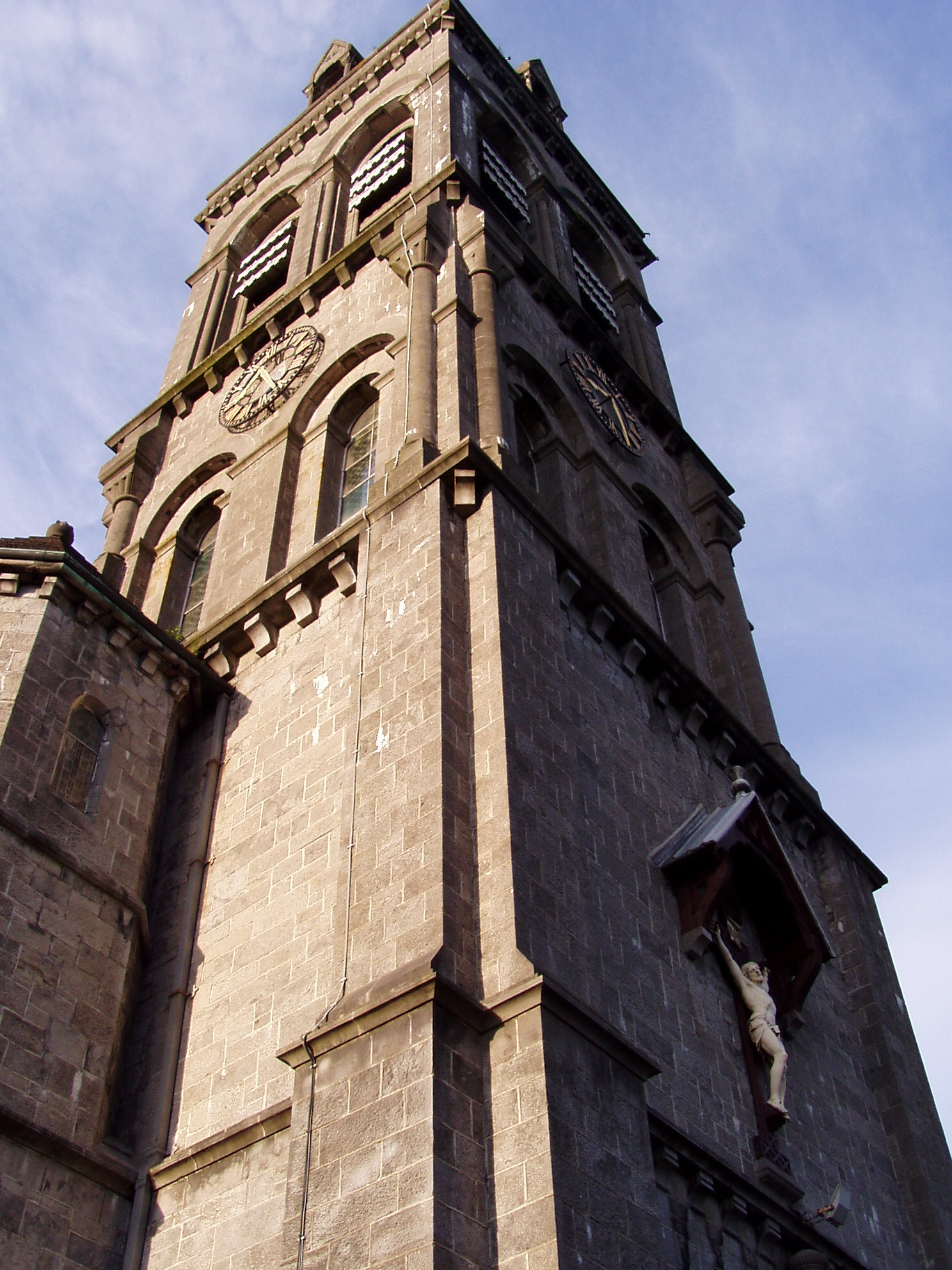
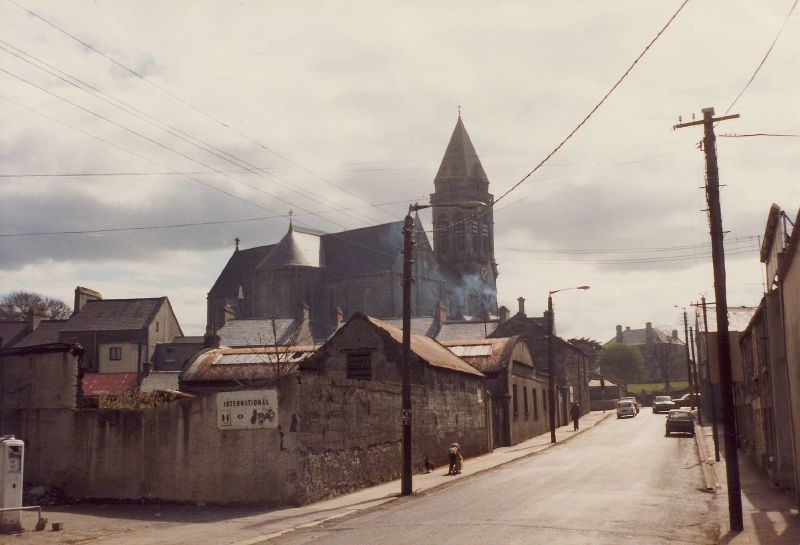
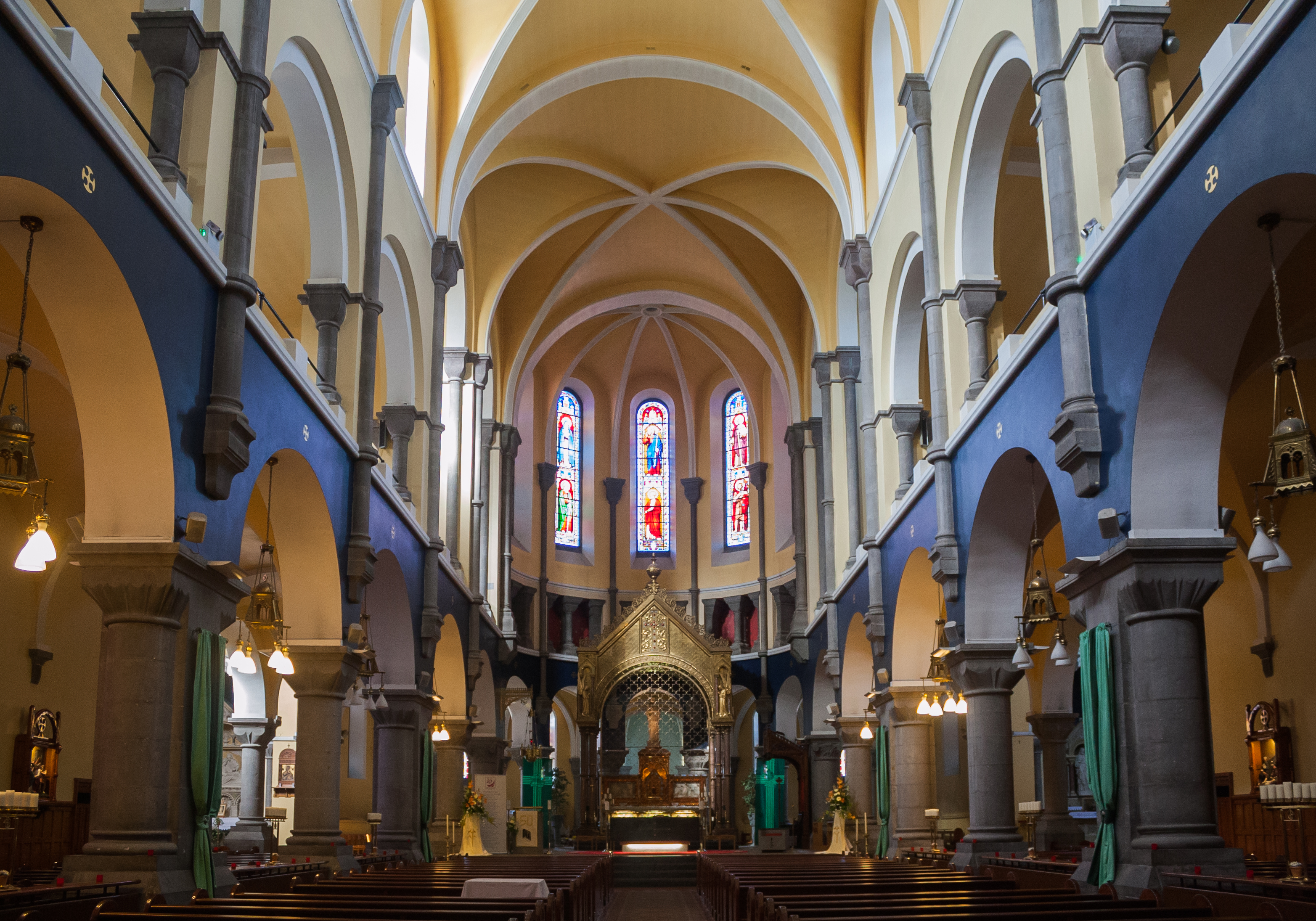